# Régimen jurídico del sector de las telecomunicaciones (España)
Régimen jurídico del sector de las telecomunicaciones (España), este proceso tuvo lugar en España  en 1 de diciembre de 1992, como consecuencia de la posición de las normativas europeas que tuvo lugar en Europa de los 12. En el resto de los países europeos se había completado el proceso para las TIC en 1995.
Esto sirvió para aumentar los niveles de competencia gracias a que se liberalizo la entrada de operadores de telecomunicaciones en telefonía, televisión, etc.
Esto ha favorecido la entrada de nuevos servicios y tecnologías.